# 25562 Limdarren
25562 Limdarren este un asteroid din centura principală de asteroizi.

## Descriere
25562 Limdarren este un asteroid din centura principală de asteroizi. A fost descoperit pe 10 decembrie 1999 la Socorro, New Mexico, în cadrul proiectului LINEAR. Asteroidul prezintă o orbită caracterizată de o semiaxă mare de 2,27 ua, o excentricitate de 0,13 și o înclinație de 6,1° în raport cu ecliptica.